# Distrito de Münchwilen
Münchwilen é um distrito da Suíça, localizado no cantão de Turgóvia. Tem 155,86 km² de área e sua população em 2019 foi estimada em 47.639 habitantes. Sua sede é a comuna de Münchwilen.

## Comunas
| Brasão | Comuna               | População (31 de dezembro de 2019) | Área km² |
| ------ | -------------------- | ---------------------------------- | -------- |
|        | Aadorf               | 9.047                              | 20.0     |
|        | Bettwiesen           | 1.226                              | 3.85     |
|        | Bichelsee-Balterswil | 2.878                              | 12.27    |
|        | Braunau              | 815                                | 9.19     |
|        | Eschlikon            | 4.480                              | 6.20     |
|        | Fischingen           | 2.802                              | 30.67    |
|        | Lommis               | 1.211                              | 8.63     |
|        | Münchwilen           | 5.680                              | 7.78     |
|        | Rickenbach           | 2.803                              | 1.57     |
|        | Sirnach              | 7.803                              | 12.43    |
|        | Tobel-Tägerschen     | 1.604                              | 7.07     |
|        | Wängi                | 4.769                              | 16.41    |
|        | Wilen                | 2.521                              | 2.26     |
|        | Total (13)           | 47.639                             | 138.22   |